# Свети Спас (Стиник)
„Възнесение Господне/Христово“ или „Свети Спас“ (на македонска литературна норма: „Вознесение Господне“, „Свети Спас“) е православна църква в струмишкото село Стиник, Северна Македония. Част е от Струмишката епархия на Македонската православна църква – Охридска архиепископия.

## История
Храмът е изграден в 1860 година в северния край на селото.

## Архитектура
Храмът е трикорабна псевдобазилика с равен дървен касетиран таван на трите кораба.

## Иконопис
Иконостасът на църквата е изрисуван в 1898 година от струмишкият зограф Григорий Пецанов.